# ЭШ2
ЭШ2 (Электропоезд Штадлер, 2-й тип, также известен как Stadler KISS RUS (АЭРО)) — серия двухэтажных электропоездов семейства Stadler KISS, произведённых швейцарской компанией Stadler Rail AG для эксплуатации на электрифицированных постоянным током напряжения 3-кВ линиях железных дорог колеи 1520 мм (бывших республик СССР). Коммерческое название серии — «Евразия». Первые четыре поезда выпускались на заводе Stadler Altenrhein AG в Швейцарии, сборка остальных составов производилась на заводе Stadler Минск в Белоруссии.
Всего по состоянию на начало 2020 года известно о выпуске девяти шестивагонных и пятнадцати четырёхвагонных составов, поступивших для эксплуатации в Россию, Азербайджан и Грузию. Изначально все составы были созданы по заказу российского оператора ООО «Аэроэкспресс», но в связи с финансовыми затруднениями у заказчика часть из них была продана Азербайджанской и Грузинской железным дорогам. Пассажирская эксплуатация составов в Азербайджане начата с июня 2015 года, в Грузии — с июля 2016 года, в России — с октября 2017 года.

## История создания и выпуска
В 2011 году компания «Аэроэкспресс», в связи с ростом пассажиропотока на маршрутах, связывающих городские вокзалы с аэропортами, решила объявить тендер на приобретение двухэтажных поездов с целью поднять пассажирооборот на 40 %. На первом этапе проведения тендера было семь участников, каждый из которых являлся ведущим мировым производителем подвижного состава. Во второй этап прошли четыре фирмы: немецкая Siemens AG, французская Alstom, чешская Škoda Transportation a.s. и швейцарская Stadler Rail AG, которая в результате выиграла тендер.
В мае 2013 года ООО «Аэроэкспресс» заключило контракт с компанией Stadler Rail AG на производство 25 двухэтажных скоростных электропоездов на основе семейства Stadler KISS — 16 в четырёхвагонном и 9 в шестивагонном исполнении. Стоимость всех 118 вагонов на момент заключения контракта составляла 385,31 млн евро. Согласно плану производства, первые три поезда должны были быть полностью собраны в Альтенрейне, где находится научно-практический центр Stadler. Сборка остальных 22 поездов должна была осуществляться на новом заводе компании под Минском (в городе Фаниполе).
Производство первых электропоездов ЭШ2 осуществлялось в Швейцарии на заводе Stadler Altenrhein AG в Альтенрейне. Впервые кузов моторного вагона для будущего поезда был представлен на заводе в Альтенрейне в начале февраля 2014 года. В августе 2014 года завод выпустил первый шестивагонный электропоезд ЭШ2-001, который вскоре был отправлен на пароме в Клайпеду (Литва), откуда продолжил следование по рельсам в Белоруссию на завод Stadler Минск, а в ноябре — в Москву, где состоялась его презентация в депо им. Ильича. Вскоре с завода был отправлен второй электропоезд (ЭШ2-002), выпущенный в четырёхвагонной составности. Третий поезд швейцарского производства, выпущенный в шестивагонной составности и получивший позднее номер 005, был доставлен на пароме в Литву и отправлен в Фаниполь только в апреле 2015 года, в этом же году из Швейцарии был отправлен ещё один четырёхвагонный поезд № 003. Все остальные поезда собирались на заводе Stadler Минск в Фаниполе. Все поезда для Аэроэкспресса получили окраску бордово-красного цвета с чёрной лобовой частью и горизонтальными полосами в зоне окон и серыми полосами между ними, а также оранжевыми полосами спереди над буферными фонарями и по бокам на уровне серой полосы в зоне дверей.
Тем не менее, в 2014 году, в связи с недостатком средств ввиду валютного кризиса (в частности, двукратного падения курса рубля по отношению к евро), компания «Аэроэкспресс» была вынуждена задержать оплату новых поездов в сумме 4,24 млрд рублей. Обе компании были вынуждены пересмотреть дальнейшие планы на сотрудничество и согласовать возможную отсрочку и сокращение объёма поставок. Идя навстречу российскому партнёру, глава Stadler Rail AG Петер Шпулер заявил, что компании «Аэроэкспресс» не будут выставляться штрафные санкции (просрочка платежа грозила не только штрафами, но и расторжением контракта), подчеркнув, что гордится участием своей фирмы в поставке этих поездов. По его словам, проект для компании «Аэроэкспресс» являлся на тот момент самым крупным в России. В свою очередь, генеральный директор ООО «Аэроэкспресс» заявил, что сделка по приобретению этих поездов является самой крупной в истории компании. При этом, для повышения окупаемости затрат на разработку электропоездов ЭШ2 и избежания задержки платежей, часть выпущенных электропоездов ЭШ2 было решено по возможности продать другим заказчикам на постсоветском пространстве.
В начале 2015 года поездами ЭШ2 заинтересовалось руководство Азербайджанских железных дорог, после чего 13 мая того же года в Баку между ним и компанией Stadler был заключён контракт на поставку пяти четырёхвагонных электропоездов ЭШ2 стоимостью примерно в 70 миллионов евро (по 14 миллионов за поезд). В связи с этим первые два поезда белорусского производства с номерами 003 и 009, изначально предназначавшиеся для «Аэроэкспресса», уже в мае были перекрашены в новую расцветку и отправлены в Азербайджан. Позднее в 2019 году были построены ещё четыре четырёхвагонных состава для Азербайджана с номерами с 015 по 018. Поезда получили белую окраску с чёрной горизонтальной полосой по бокам между рядами окон и серыми полосами в зоне окон, а двери и окантовка чёрной полосы имеют тёмно-золотистый цвет. Несколько позже обозначение серии в Азербайджане стало указываться как EŞ2 (то есть аналогичными буквами азербайджанского алфавита).
В 2016 году поездами ЭШ2 заинтересовалась Грузинская железная дорога и в конечном итоге заключила контракт на приобретение четырёх поездов ЭШ2 общей стоимостью в 40 миллионов евро, то есть по 10 миллионов евро за поезд). Все составы для Грузии также были четырёхвагонными. Эти поезда получили бело-красную окраску (в стиле государственного флага Грузии), со светло-серым верхом лобовой части и тёмно-серыми полосами на уровне боковых окон, снизу и на крыше по бокам.
Также в 2016 году было утверждено новое соглашение с «Аэроэкспрессом» — поставки было решено продолжить, однако объём закупок сократился до 62 вагонов (всего 11 составов, из которых 9 шестивагонных и 2 четырёхвагонных). Сумма нового контракта составила 183,9 миллиона евро.
По состоянию на 2019 год построено 24 состава (15 четырёхвагонных и 9 шестивагонных) серии ЭШ2 (включая EŞ2 и GRS); из них два шестивагонных (001 и 005) и два четырёхвагонных (002 и 003) выпущены в Швейцарии, а все остальные — в Белоруссии. Данные по выпуску электропоездов ЭШ2 по годам по состоянию на 2019 год приведены в таблице:
| Год выпуска | Вагонов на состав | Количество составов | Номера составов       | Количество вагонов | Количество вагонов | Количество вагонов | Количество вагонов |
| Год выпуска | Вагонов на состав | Количество составов | Номера составов       | Пг                 | Мп                 | МПп                | Пп                 |
| 2014        | 6                 | 2                   | 001, 004              | 8                  | 6                  | 2                  | 4                  |
| 2014        | 4                 | 2                   | 002, 003              | 8                  | 6                  | 2                  | 4                  |
| 2015        | 6                 | 3                   | 005—007               | 22                 | 14                 | 8                  | 6                  |
| 2015        | 4                 | 8                   | 008—014, 019          | 22                 | 14                 | 8                  | 6                  |
| 2016        | 6                 | 3                   | 022, 023, 025         | 8                  | 7                  | 1                  | 6                  |
| 2016        | 4                 | 1                   | 020                   | 8                  | 7                  | 1                  | 6                  |
| 2017        | 6                 | 1                   | 024                   | 2                  | 2                  | —                  | 2                  |
| 2019        | 4                 | 4                   | 015—018               | 8                  | 4                  | 4                  | —                  |
| Всего       | 6                 | 9                   | 001, 004—007, 022—025 | 48                 | 33                 | 15                 | 18                 |
| Всего       | 4                 | 15                  | 002, 003, 008—020     | 48                 | 33                 | 15                 | 18                 |

## Общие сведения

### Назначение
Электропоезда ЭШ2 «Евразия» предназначены для пригородных или региональных пассажирских перевозок на участках колеи 1520 мм с питающим напряжением 3 кВ постоянного тока и оборудованных высокими платформами, со сроком эксплуатации 40 лет. Составы ЭШ2 при поставке формируются из шести либо из четырёх вагонов.

### Семейство и родственные модели
Электропоезда ЭШ2 относятся к семейству двухэтажных электропоездов Stadler KISS и отличаются от большинства европейских аналогов увеличенными габаритами, применяющимися в странах постсоветского пространства. Составы, поставленные в Азербайджан, получили аналогичное обозначение, но уже на латинице (то есть EŞ2). Составы для Грузии получили обозначение серии GRS (Georgian Railway Stadler). Бренд KISS является акронимом (нем. Komfortabler Innovativer Spurtstarker S-Bahn-Zug, что можно перевести как комфортабельный инновационный скоростной городской поезд). Этот бренд используется для двухэтажных поездов совместно с брендом-акронимом FLIRT той же фирмы для одноэтажных поездов (нем. Flinker Leichter Innovativer Regional-Triebzug, что можно перевести как скоростной лёгкий инновационный региональный поезд). В то же время слова kiss и flirt переводятся с английского как поцелуй и флирт соответственно.
На базе конструкции электропоездов ЭШ2 в семействе Stadler KISS для постсоветского пространства был создан дизель-поезд ДШ2, у которого часть внутреннего пространства моторных промежуточных вагонов отведена под дизель-генераторные силовые установки — эти вагоны имеют одноэтажную компоновку и окна только в крайних частях, а пассажирские двери в них отсутствуют. У других вагонов двери выполнены одностворчатыми, а оба выхода с каждой стороны находятся возле одного из концов вагона; при этом один рассчитан только на высокие, а другой также на низкие платформы; а служебные двери кабины машиниста в головных вагонах смещены назад. Количество и расположение окон у двухэтажных вагонов поезда также претерпело изменения по сравнению с ЭШ2. В составе также появился пассажирский вагон специального одноэтажного исполнения с уменьшенным количеством окон и только с одной дверью для низких платформ. Единственный поезд этого типа построен в конце 2021 года для железных дорог Азербайджана, и соответственно был обозначен как DŞ2. Поезд включает в себя восемь вагонов: два головных двухэтажных, два промежуточных одноэтажных с дизель-генераторными тяговыми модулями (вторые с каждого конца), три промежуточных двухэтажных и один одноэтажный (четвёртый с одного из концов). По неподтверждённым данным, внутри поезд оборудован как экспресс с местами первого класса, и его планируется использовать для поездок высокопоставленных чиновников и руководства железной дороги.

### Составность
Составы ЭШ2 при поставке формируются из шести либо из четырёх вагонов. Шестивагонный вариант включает вагоны трёх «классических» типов: прицепной головной (Пг), моторный промежуточный (Мп) и прицепной промежуточный (Пп). Четырёхвагонный вариант не содержит вагонов Пп, а один из промежуточных вагонов является моторно-прицепным (МПп); это означает, что одна из его тележек — тяговая, а другая — бегунковая.
Четырёхвагонные составы формируются в постоянной композиции Пг+Мп+МПп+Пг из двух двухвагонных секций, содержащих по одному головному и одному моторному вагону. Шестивагонный состав формируется из двух трёхвагонных секций по схеме (Пг+Мп+Пп)+(Пп+Мп+Пг). Возможна эксплуатация в составности пяти вагонов, а также эксплуатация по системе многих единиц (до трёх поездов в составе).
- ЭШ2-006 российского оператора ООО «Аэроэкспресс» в шестивагонной составности
- GRS (ЭШ2) железных дорог Грузии в четырёхвагонной составности

### Нумерация и маркировка
Система нумерации, принятая для составов ЭШ2, во многом аналогична классической (то есть применяемой для электропоездов СССР и России). Составам присваиваются номера трёхзначного написания, начиная с 001. Маркировка на лобовой части головных вагонов выполняется в формате ЭШ2-XXX, где XXX — номер состава (без указания номера вагона). Маркировка наносится по центру, над автосцепкой. У поездов Азербайджана и Грузии вместо ЭШ2 указывается, соответственно, серия EŞ2 и GRS).
Каждый вагон состава получает свой номер, в котором первые цифры означают номер состава, последние две — номер вагона в составе. Маркировка с номерами вагонов выполняется под окнами посередине вагона и отличается от маркировки на лобовой части добавлением двух цифр номера вагона в конец в формате ЭШ2-XXX YY (у поездов Азербайджана и Грузии обозначение серии — EŞ2 и GRS). Некоторое отличие от классической системы — две добавленные цифры пишутся через пробел. Моторные вагоны получают чётные номера 02 и 04, прицепные головные — нечётные 01 и 09, промежуточные прицепные — остальные нечётные (03 и 05). Моторно-прицепной вагон получает чётный номер 06 (это ещё одно отличие от классической системы).
Нумерация вагонов шестивагонного и четырёхвагоного поезда на примере поездов 001 и 002 приведена в таблице:
| Вагон               | Вагоны состава ЭШ2-001 | Вагоны состава ЭШ2-001 | Вагоны состава ЭШ2-001 | Вагоны состава ЭШ2-001 | Вагоны состава ЭШ2-001 | Вагоны состава ЭШ2-001 | Вагоны состава ЭШ2-002 | Вагоны состава ЭШ2-002 | Вагоны состава ЭШ2-002 | Вагоны состава ЭШ2-002 |
| № вагона по порядку | 1                      | 2                      | 3                      | 4                      | 5                      | 6                      | 1                      | 2                      | 3                      | 4                      |
| Тип вагона          | Пг                     | Мп                     | Пп                     | Пп                     | Мп                     | Пг                     | Пг                     | Мп                     | МПп                    | Пг                     |
| Номер по составу    | 001 01                 | 001 02                 | 001 03                 | 001 05                 | 001 04                 | 001 09                 | 002 01                 | 002 02                 | 002 06                 | 002 09                 |

### Технические характеристики
Основные параметры электропоезда ЭШ2:
| Параметр                                        | Параметр                                        | Состав           | Состав          | Вагон           | Вагон           | Вагон           | Вагон           |
| Параметр                                        | Параметр                                        | 4 вагона         | 6 вагонов       | Пг              | Мп              | МПп             | Пп              |
| Осевая формула                                  | Осевая формула                                  |                  |                 | 2—2             | 20—20           | 20—2            | 2—2             |
| Количество дверей                               | Количество дверей                               | 2×8              | 2×12            | 2×2             | 2×2             | 2×2             | 2×2             |
| Размеры                                         |                                                 |                  |                 |                 |                 |                 |                 |
| Основные размеры, мм                            | Длина по осям автосцепок                        | 101 700          | 155 100         | 28 800          | 22 050          | 22 050          | 26 700          |
| Основные размеры, мм                            | Ширина                                          | 3400             | 3400            | 3400            | 3400            | 3400            | 3400            |
| Основные размеры, мм                            | Высота крыши                                    | 5240             | 5240            | 5240            | 5240            | 5240            | 5240            |
| Высота пола, мм                                 | тамбурная зона                                  | 1285             | 1285            | 1285            | 1285            | 1285            | 1285            |
| Высота пола, мм                                 | 1 этаж                                          | 685              | 685             | 685             | 685             | 685             | 685             |
| Высота пола, мм                                 | 2 этаж                                          | 2974             | 2974            | 2974            | 2974            | 2974            | 2974            |
| Размеры ходовой части, мм                       | Колёсная база тележек                           | 2500             | 2500            | 2500            | 2500            | 2500            | 2500            |
| Размеры ходовой части, мм                       | Диаметр колёс                                   | 920/856/850      | 920/856/850     | 920/856/850     | 920/856/850     | 920/856/850     | 920/856/850     |
| Размеры ходовой части, мм                       | Ширина колеи                                    | 1520             | 1520            | 1520            | 1520            | 1520            | 1520            |
| Весовые показатели                              |                                                 |                  |                 |                 |                 |                 |                 |
| Масса тары, т                                   | Масса тары, т                                   | 237              | 349             | ?               | ?               | ?               | 56              |
| Максимальная нагрузка от оси на рельсы, кН (тс) | Максимальная нагрузка от оси на рельсы, кН (тс) | 210 (21.4)       | 210 (21.4)      | 210 (21.4)      | 210 (21.4)      | 210 (21.4)      | 210 (21.4)      |
| Пассажировместимость                            |                                                 |                  |                 |                 |                 |                 |                 |
| Число сидячих мест                              | Число сидячих мест                              | 396              | 700             | 88 либо 120     | 94              | 94              | 152             |
| Число спинок для инвалидов                      | Число спинок для инвалидов                      | 2                | 2               | 0/2             | —               | —               | —               |
| Число стоячих мест при плотности 7 чел/м²       | Число стоячих мест при плотности 7 чел/м²       | 523              | 842             | ?               | ?               | ?               | ?               |
| Тягово-энергетические характеристики            |                                                 |                  |                 |                 |                 |                 |                 |
| Напряжение и род тока                           | Напряжение и род тока                           | 3 кВ постоянный  | 3 кВ постоянный | 3 кВ постоянный | 3 кВ постоянный | 3 кВ постоянный | 3 кВ постоянный |
| Мощность двигателей, кВт                        | длительная                                      | 2400 ((2+4)×400) | 3200 (2×4×400)  | —               | 1600 (4×400)    | 800 (2×400)     | —               |
| Мощность двигателей, кВт                        | максимальная                                    | 3900 ((2+4)×650) | 5200 (2×4×650)  | —               | 2600 (4×650)    | 1300 (2×650)    | —               |
| Сила тяги при трогании с места, кН (тс)         | Сила тяги при трогании с места, кН (тс)         | 300 (30,6)       | 400 (40,8)      | —               | 200 (20,4)      | 100 (10,2)      | —               |
| Среднее ускорение до 60 км/ч, м/с²              | Среднее ускорение до 60 км/ч, м/с²              | 0,8              | 0,8             | 0,8             | 0,8             | 0,8             | 0,8             |
| Конструкционная скорость, км/ч                  | Конструкционная скорость, км/ч                  | 160              | 160             | 160             | 160             | 160             | 160             |

## Конструкция

### Кузов
Кузова вагонов изготовлены из алюминия. Головные вагоны в лобовой части оснащены автосцепками Шарфенберга, что позволяет сцепляться нескольким поездам по системе многих единиц с автоматическим соединением пневматических магистралей и электрических цепей поездов. Между вагонами имеются герметичные переходы типа «гармошка». Токоприёмники расположены на крышах головных вагонов рядом с задним торцом вагона.

Головные вагоны поездов имеют длину 28,8 метра, моторные — 22,05 метра, прицепные промежуточные — длину 26,7 метра. По сравнению с базовой моделью Stadler KISS, эксплуатируемой в странах центральной Европы, ширина и высота вагонов Stadler KISS RUS с учётом допустимых в России габаритов подвижного состава были увеличены на 600 и 740 мм соответственно. Ширина кузовов вагонов составляет 3400 мм, а высота — 5240 мм.
- ЭШ2-002. Вагон ЭШ2-00201 (Пг)
- ЭШ2-001. Вагон ЭШ2-00104 (Мп)
- ЭШ2-001. Вагон ЭШ2-00105 (Пп)
- ЭШ2-002. Вагон ЭШ2-00206 (МПп)

### Тележки
Каждый вагон опирается на две двухосные тележки, при этом у 4-вагонных поездов на одном из моторных вагонов тяговыми электродвигателями оснащается только одна из тележек (три моторных тележки на поезд), в то время как на 6-вагонных поездах тяговыми электродвигателями оснащены все тележки обоих моторных вагонов (четыре моторных тележки на поезд).

### Интерьер
Пассажирский салон разделён на основную двухуровневую часть, расположенную в пространстве между тележками вагонов, и тамбурные отсеки, расположенные по торцам вагонов и имеющие лестницы перехода на верхний и нижний уровни в основную часть. Тамбурные отсеки вагонов оснащены двухстворчатыми прислонно-сдвижными дверями и рассчитаны на эксплуатацию с высокими платформами. Высота пола во входных отсеках от уровня головки рельса составляет 1285 мм, в основной части пассажирского салона нижнего уровня — 685 мм, верхнего уровня — 2974 мм.
Один из головных вагонов имеет 84 сидячих места 1 (бизнес) класса и 4 сидячих места 2 (стандартного) класса, другой — 112 мест 2 класса, 8 откидных сидений и 2 места для инвалидов. Моторные вагоны имеют по 94, а прицепные промежуточные — по 152 сидячих места 2 класса соответственно. Места 1 класса в основной части салона расположены по схеме 2+2 в ряд с каждой стороны прохода, места 2 класса — по схеме 2+3 в ряд, за исключением мест около прохода в салон, расположенных по 2 с каждой стороны. Часть мест стандартного класса расположена в тамбурной зоне между межвагонным переходом и входными дверями.
- Кабина машиниста
- Салон на уровне входа
- Лестницы на 1 и 2 этажи
- Салон 1 премиум класса (схема 2+1) на 2 этаже
- Салон 1 бизнес класса (схема 2+2) на 1 этаже
- Салон 2 класса на 2 этаже

## Эксплуатация
Первоначально предполагалось, что все электропоезда ЭШ2 поступят в собственность компании Аэроэкспресс в России и начнут эксплуатироваться в качестве пригородных экспрессов от Московских вокзалов в аэропорты с 2015 года. Однако российский валютный кризис 2014 года, при котором произошло падение курса рубля по отношению к евро примерно в два раза, повлёк рост стоимости заказа на поезда в рублях. В результате компания Аэроэкспресс отказалась от приобретения части составов, которые были проданы Азербайджанским и Грузинской железным дорогам. К июлю 2018 года в регулярную пассажирскую эксплуатацию были введены все построенные к тому времени 20 поездов; позже для Азербайджана были построены и введены там в эксплуатацию ещё четыре состава (EŞ2).
Данные по статусу эксплуатации и распределению составов по номерам по состоянию на январь 2020 года приведены в таблице:
| Оператор, дорога                         | Депо                               | Обозначение             | Вагонов на состав | Количество составов | Номера составов             |
| Аэроэкспресс, Московская железная дорога | депо Ильича (ст. Москва Бутырская) | ЭШ2                     | 6                 | 9                   | 001, 004—007, 022—025       |
| Аэроэкспресс, Московская железная дорога | депо Ильича (ст. Москва Бутырская) | ЭШ2                     | 4                 | 2                   | 002, 010                    |
| Азербайджанские железные дороги          | Баку-Пассажирская                  | EŞ2                     | 4                 | 9                   | 003, 008, 009, 015—019, 020 |
| Грузинская железная дорога               | Тбилиси-Пассажирская               | GRS                     | 4                 | 4                   | 011—014                     |
| На заводе-изготовителе                   | —                                  | Stadler KISS RUS (AERO) | 4                 | Нет данных          | Нет данных                  |
| На заводе-изготовителе                   | —                                  | Stadler KISS RUS (AERO) | 6                 | Нет данных          | Нет данных                  |

### Россия
Первые два электропоезда ЭШ2 в конце 2014 года поступили в депо имени Ильича и вскоре были отправлены для проведения опытных поездок на кольцо ВНИИЖТа в Щербинке. В процессе испытаний электропоезда совершили ряд опытных поездок без пассажиров по маршрутам Щербинка — Москва, Щербинка — Столбовая — Кубинка — Москва-Белорусская (Курское, Большое Окружное и Смоленское направления МЖД) и Москва — Владимир (Горьковское направление МЖД).
В сентябре 2015 года электропоезда 001 и 002 участвовали в выставке Экспо 1520 на кольце ВНИИЖТ в Щербинке. Шестивагонный электропоезд 001 участвовал в демонстрационных поездках по кольцу с пассажирами (посетителями выставки) со 2 по 5 сентября 2015 года, а четырёхвагонный поезд 002 находился на территории депо в составе статической экспозиции. Условно можно считать, что в России поезда серии ЭШ2 начали эксплуатироваться с пассажирами со 2 сентября 2015 года (первый день выставки), однако полноценная пассажирская эксплуатация пока не была начата, и поезда на некоторое время вернулись на завод-изготовитель. В ноябре 2015 года в связи с финансовыми проблемами у заказчика эти два поезда были на некоторое время отправлены на базу запаса Шклов в Белоруссии, где находились другие ЭШ2. В течение 2016 и 2017 годов первые два электропоезда продолжали цикл испытаний на Щербинском кольце и направлениях Московского узла.
- ЭШ2-001 на кольце ВНИИЖТ в Щербинке
- Вид из кабины ЭШ2-001 при поездке по кольцу

С 2016 года планировалось постепенное введение электропоездов в регулярную эксплуатацию на Московской железной дороге в качестве экспрессов от Белорусского, Киевского и Павелецкого вокзалов Москвы до аэропортов Шереметьево, Внуково и Домодедово, соответственно. Эксплуатация должна была происходить в сдвоенном режиме. Во Внуково курсировали бы составы из 6 вагонов, в Шереметьево — 4+4, в Домодедово — 4+6. Однако все эти планы скорректировались и сдвинулись из-за сложностей российского экономического положения, при этом срок ввода в эксплуатацию постоянно переносился. Часть поездов длительное время находилась в Белоруссии, а другая часть простаивала на путях Савёловского вокзала. В конце августа-начале сентября 2017 года электропоезд 001 в очередной раз демонстрировался на выставке Экспо 1520 в Щербинке, на этот раз доступ внутрь для посетителей был закрыт. К середине 2017 года большая часть поездов прибыла в Россию.
Начало регулярного сообщения электропоездов ЭШ2 «Аэроэкспресса» было организовано в октябре 2017 года на Киевском направлении МЖД по маршруту Москва-Пассажирская-Киевская — Аэропорт Внуково (с 1 августа 2024 года маршрут передан оператору ЦППК). Первый рейс с Киевского вокзала в аэропорт, в который отправился состав ЭШ2-024, состоялся 27 октября 2017 года в 14:00; перед рейсом поезд осмотрел министр транспорта России Максим Соколов. С 22 ноября этого же года было открыто движение ЭШ2 на Павелецком направлении в аэропорт Домодедово с Павелецкого вокзала.
До конца 2017 года ОАО «Аэроэкспресс» намеревалось ввести в эксплуатацию все одиннадцать составов ЭШ2 и заменить ими все арендуемые у РЖД ЭД4М, однако первый состав (номер 001) долгое время выезжал только на испытательный полигон и был введён в регулярную эксплуатацию последним, в июне 2018 года. При этом семь поездов планировалось выделить на Павелецкое направление, а остальные четыре — на Киевское. Периодически два четырёхвагонных поезда 002 и 010 эксплуатировались в сдвоенном режиме. В перспективе часть составов может начать эксплуатироваться в виде сцепов четырёхвагонных и шестивагонных поездов.
21 ноября 2019 года оператор «Аэроэкспресс» продлил маршрут от аэропорт Шереметьево до Одинцова вместо Белорусского вокзала (Москва-Смоленская), ставшего промежуточной станцией. Несколько позже к действующему на линии подвижному составу в виде поездов ЭД4МКМ-АЭРО добавились поезда ЭШ2, использование которых на этом маршруте изначально не планировалось из-за низкого габарита Тверского путепровода над восточной горловиной станции Москва-Смоленская, с которой отправлялись поезда Аэроэкспресса, однако в дальнейшем габариты были сочтены допустимыми. При этом все использовавшиеся ранее составы ЭД4МКМ-АЭРО за несколько месяцев были замещены поездами ЭШ2 и переданы на Павелецкое направление. От Одинцово через Белорусский и Савёловский вокзалы до Лианозово поезда ЭШ2 следуют по обычным тарифам со всеми остановками маршрута , кроме Тимирязевской, Дегунино и Бескудниково, затем следуют до аэропорта Шереметьево без остановок по тарифу Аэроэкспресса.
- ЭШ2-024 на Киевском вокзале (первые дни эксплуатации)
- ЭШ2-024 на платформе Аэропорт Внуково (первые дни эксплуатации)
- ЭШ2-007 на станции Аэропорт Шереметьево Савёловского направления

### Азербайджан
На Азербайджанских железных дорогах по состоянию на 2020 год эксплуатировались девять четырёхвагонных составов серии с номерами 003, 008, 009, 015, 016, 017, 018, 019 и 020. Все поезда приписаны к депо Баку-Пассажирская и курсируют в качестве пригородных экспрессов на 42-километровой линии Баку — Сумгаит с промежуточными остановками Баладжары и Хырдалан. Эксплуатация первых двух поездов с номерами 003 и 009 началась в июне 2015 года, где они стали перевозить пассажиров во время Европейских игр 2015, проходящих в городе, позднее было поставлено ещё три состава.
По состоянию на 2017 год на линии курсировали одиннадцать пар поездов в сутки c номерами рейсов в диапазоне 6001—6022: поезда чётных рейсов отправлялись из Сумгаита, поезда нечётных рейсов — из Баку. При этом утренние три пары рейсов 6001—6006 курсируют только по рабочим дням. Время в пути на полном маршруте составляет 42 минуты.
В 2019 году Азербайджанские железные дороги закупили четыре четырёхвагонных электропоезд EŞ2 (015—018).
- ЭШ2-020 на станции Баку-Пассажирская
- ЭШ2-019 перед станцией Сумгаит
- ЭШ2 на станции Сумгаит

### Грузия
На Грузинской железной дороге по состоянию на июль 2018 года эксплуатируется четыре четырёхвагонных состава GRS с номерами от 011 до 014. Все поезда приписаны к депо Тбилиси-Пассажирская и курсируют в качестве межрегиональных экспрессов на маршруте Тбилиси — Батуми с промежуточными остановками Уреки и Кобулети в окрестностях Батуми, а также возле аэропорта Кутаиси. Эксплуатация первых двух поездов с номерами 011 и 012 началась 25 июля 2016 года в одиночном режиме. Позднее в начале 2017 года было поставлено ещё два состава 013 и 014, при этом количество маршрутов осталось прежним, а поезда начали эксплуатироваться в сдвоенном режиме (011+012 и 013+014), что позволило вдвое увеличить провозную способность маршрута.
По состоянию на 2017 год, на линии курсировали две пары поездов в сутки (одна пара утром и одна вечером) c номерами рейсов в диапазоне 801—804. По состоянию на 2024 год число поездов непостоянно — от 2 до 6 пар в день. Время в пути на полном маршруте составляло 4 часа 59 минут в направлении Батуми и 4 часа 55 минут в направлении Тбилиси. Время в пути на участке Батуми — Кобулети составляет 19 минут, Кобулети — Уреки — 26 минут. В 2019 году планировалось завершить реконструкцию линии на участке перевала, благодаря чему время поездки на полном маршруте должно было сократиться на один час и составить менее четырёх часов, по состоянию на июль 2024 года время в пути по-прежнему составляет около пяти часов.
- GRS-011 на станции Тбилиси-Пассажирская
- GRS-013 въезжает в тоннель возле станции Махинджаури

### Комментарии
1. 1 2  Номинальный/после последней обточки (не менее)/минимальный.
2. ↑  В некоторых сводках ошибочно указывается завод Stadler Bussnang AG, расположенный в Буснанге, где находится центральный офис Stadler
3. ↑  в источнике[15] ошибочно указаны как шестивагонные
4. ↑  Высокая платформа — платформа, высота которой над уровнем головки рельса (УГР) составляет 1100 мм. Средняя платформа — платформа, высота которой над УГР составляет 550 мм. Низкая платформа — платформа, высота которой над УГР не более 200 мм[16].
5. ↑  По непроверенным пока данным это связано также с таможенными операциями